# Octobre 2010 en sport
Pour un article plus général, voir 2010 en sport.

## Principaux rendez-vous
- 3 au 14 octobre : Jeux du Commonwealth de 2010.
- 16 au 24 octobre : Championnats du monde de gymnastique artistique 2010.

## Faits marquants
- 1er octobre au 10 octobre : Championnats du monde de pelote basque à Pau en France.
- Samedi 2 octobre, Rugby à XIII : victoire des Wigan Warriors 22-10 contre St Helens RLFC lors de la finale de la Super League à Old Trafford de Manchester devant 71 526 spectateurs.
- Dimanche 3 octobre :
  - Cyclisme sur route : victoire du Norvégien Thor Hushovd dans l'épreuve en ligne des championnats du monde en Australie.
  - Rallye : victoire de Sébastien Loeb au Rallye d'Alsace qui lui permet également d'empocher son septième titre d'affilée de champion du monde des rallyes.
  - Rugby à XIII : victoire des St. George Illawarra Dragons 32-8 contre les Sydney Roosters lors de la finale de la National Rugby League à l'ANZ Stadium de Sydney devant 82 334 spectateurs.
- 3 au 14 octobre : Jeux du Commonwealth de 2010 à New Delhi en Inde.
- 16 au 24 octobre : Championnats du monde de gymnastique artistique à Rotterdam aux Pays-Bas.
- 29 octobre au 14 novembre : Championnat du monde de volley-ball féminin 2010 au Japon.
- 31 au 7 novembre : Championnats du monde d'aviron 2010 sur le Lac Karapiro près d'Hamilton, en Nouvelle-Zélande.